# انریکه کارراس
انریکه کارراس (اسپانیایی: Enrique Carreras‎؛ ۶ ژانویهٔ ۱۹۲۵ – ۲۹ اوت ۱۹۹۵) کارگردان، فیلم‌نامه‌نویس و تهیه‌کننده فیلم آرژانتینی متولد پرو، و یکی از پرکارترین کارگردانان سینما در تاریخ سینمای آرژانتین بود.

کارراس که در لیما، پرو به دنیا آمد، نزدیک به ۱۰۰ فیلم را در مدت فعالیت ۴۰ سالهٔ خود بین سال‌های ۱۹۵۱ تا ۱۹۹۱ کارگردانی کرد. فیلم فراری (۱۹۶۴) او در چهاردهمین جشنواره بین‌المللی فیلم برلین دیده شد. فیلم زنان دیوانه (۱۹۷۷) او نیز در دهمین جشنواره بین‌المللی فیلم مسکو شرکت کرد. او در سال ۱۹۹۵ در بوئنوس آیرس درگذشت.